# Rodeberg
Rodeberg är en kommun och ort i Unstrut-Hainich-Kreis i förbundslandet Thüringen i Tyskland.
Kommunen ingår i förvaltningsgemenskapen Südeichsfeld tillsammans med kommunen Südeichsfeld.